# Cvetan Nedelčev
Cvetan Rumenov Nedelčev (in bulgaro Цветан Руменов Неделчев?; Jambol, 19 aprile 1968) è un ex cestista bulgaro.

## Carriera
Con la Bulgaria ha disputato i Campionati europei del 1991.